# Eckhardt Sándor (irodalomtörténész)
Eckhardt Sándor (Arad, 1890. december 23. – Budapest, 1969. május 16.) irodalomtörténész, nyelvész, egyetemi tanár, a Magyar Tudományos Akadémia tagja, az irodalomtudományok doktora (1955). Eckhardt Sándor (1927) orvos, onkológus apja. Testvére Eckhart Ferenc jogtörténész.

## Pályája
Római katolikus aradi kispolgári értelmiségi családban született. Apja, Eckhart Ede, takarékpénztári igazgató, anyja, Gebhardt Teréz (*1863.–†Budapest, 1939. február 28.) volt. Apai nagyszülei Eckhart Ferenc (1810–1885), és Paschinger Márta (1825–1913) voltak. Anyai nagyszülei Gebhart János és Jachini Júlia (1831–1912) voltak.
A budapesti tudományegyetem  bölcsészkarát, mint az Eötvös Kollégium tagja végezte el, utána egy évig a párizsi École normale supérieure hallgatója volt. Hazatérése után az Eötvös Kollégiumban tanított. 1923-tól 1958-ig a budapesti tudományegyetem bölcsészkarán a francia nyelv és irodalom tanára volt.
1936-tól 1948-ig az Egyetemes Philologiai Közlöny, 1942–43-ban a Magyarságtudomány társszerkesztője, 1939–44-ben a Magyar Szemle szerkesztőjeként is tevékenykedett, 1945-ben pedig Szekfű Gyula rábeszélésére csatlakozott a Kereszténydemokrata Néppárthoz, majd az abból lett Demokrata Néppárthoz, aminek egyik vezéralakjává vált. Az 1945-ös választáson az FKGP-vel kötött választási megállapodás alapján a parlamentbe jutott két (K)DNP-s politikus egyike lett Bálint Sándor mellett. Az 1947-es „kékcédulás választáson” pártja Vas vármegyei listájáról szerzett mandátumot, ezt azonban már nem töltötte ki; két hónappal az 1949-es választások előtt, március 10-én parlamenti helyéről lemondott és a közélettől visszavonult. Ennek ellenére a Magyar Tudományos Akadémia 1949-es kommunista átszervezésekor rendes tagból tanácskozó taggá minősítették vissza (1989-ben posztumusz rehabilitálták). Az 1956-os forradalom során betegsége miatt már nem vett részt a KDNP újjászervezésében. 1990-ben posztumusz Kossuth-díjat kapott.
Francia irodalomtörténettel és különösen a francia–magyar kultúrkapcsolatok történetével foglalkozott.  Nagy jelentőségű nyelvészeti munkássága is. 1936-ban ő adta ki az első nagy magyar–francia szótárt és ő szerkesztette a legújabb magyar–francia és francia–magyar nagy szótárakat (Bp., 1953 és 1958). Balassi-kutatóként nevéhez fűződik a költő műveinek kritikai kiadása (Bp., 1951 és 1955). Kiadta Balassi Bálint mesterének, Bornemisza Péternek Ördögi kísértetek című művét (Bp., 1955) és Balassi tanítványának, Rimay Jánosnak összes műveit (Bp., 1955).

## Válogatott művei
- Balassi Bálint irodalmi mintái (Bp., 1913);
- Magyar rózsakeresztesek (Bp., 1922);
- A francia forradalom eszméi Magyarországon (Bp., 1924);
- Újabb adatok a magyar felvilágosodás történetéhez (Bp., 1925);
- Sicambria. Egy középkori monda életrajza (Bp., 1928, franciául Párizs, 1943);
- Magyar humanisták Párizsban (Bp., 1929);
- Újfrancia leíró nyelvtan (Bp., 1929);
- Az utolsó virágének (Bp., 1930);
- A francia nemzet missziós hite és a francia irodalom  (Bp., 1931);
- A francia szellem (Bp., 1938);
- A jó magyar ejtés aktái (Bp., 1941);
- Balassi Bálint (Bp., 1941?);
- Az ismeretlen Balassi Bálint (Bp., 1943);
- Magyar szónokképzés a XVI. századi Strasszburgban (Bp., 1944);
- Le Collége Eötvös = Eötvös-Collegium (Bp., 1947);
- Új fejezetek Balassi Bálint viharos életéből (Bp., 1957);
- Mai francia nyelvtan (Bp., 1965);
- Balassi Bálint és Lengyelország (Bp., 1969);
- Balassi-tanulmányok (sajtó alá rendezte Komlovszky Tibor, Bp., 1972).